# Moutier-Malcard
Moutier-Malcard ist eine Gemeinde in Frankreich. Sie gehört zur Region Nouvelle-Aquitaine, zum Département Creuse, zum Arrondissement Guéret und zum Kanton Bonnat.

## Geografie
Die Gemeinde grenzt im Norden an Nouziers, im Osten an La Cellette, im Südosten an Genouillac, im Süden an Bonnat, im Südwesten an Linard-Malval mit Malval und im Westen an Mortroux. Die vormalige Route nationale 690 führt über Moutier-Malcard.

## Bevölkerungsentwicklung
| Jahr      | 1962 | 1968 | 1975 | 1982 | 1990 | 1999 | 2008 | 2012 |
| --------- | ---- | ---- | ---- | ---- | ---- | ---- | ---- | ---- |
| Einwohner | 994  | 865  | 747  | 678  | 573  | 514  | 543  | 536  |

## Sehenswürdigkeiten
- Kirche der Ordination St. Martins (Église de l'Ordination-de-Saint-Martin)